# Colonia Claudia Ara Agrippinensium

Reconstructie van het Romeinse Keulen
Römisch-Germanisches Museum

Colonia Claudia Ara Agrippinensium, afgekort als CCAA, was sinds 50 na Chr. de officiële Latijnse benaming van het Romeinse Keulen.

## Geschiedenis

### Hoofdstad van de Ubiërs

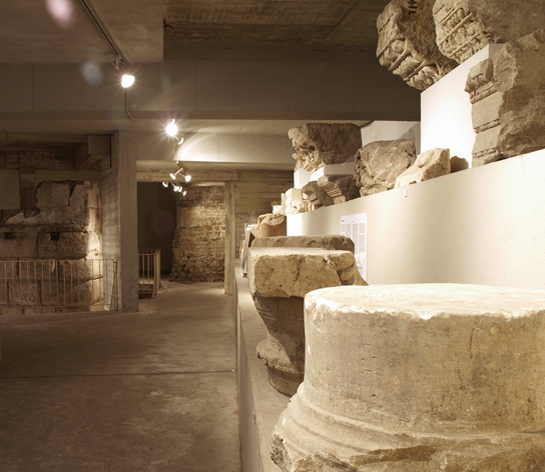
Restanten van het Ubiërheiligdom

Nadat Julius Caesar tijdens zijn veldtocht in Gallië de Rijn was overgestoken, wist hij de Germaanse stam der Ubii te winnen voor een bondgenootschap met Rome. Het was de veldheer Marcus Vipsanius Agrippa, de schoonzoon van keizer Augustus, die de Ubii ook toestemming gaf zich op de door de Romeinen gecontroleerde linkeroever van de Rijn te vestigen.
Zo ontstond hier in 38 v.Chr. (volgens sommige historici was dat pas in 19 v.Chr.) het Oppidum Ubiorum (d.i. Ubiërsstad), dat bestemd was om het bestuurlijke centrum van de provincia Germania te worden. In deze nieuwe nederzetting werd, zeker vóór 9 v.Chr., een vredesaltaar (Latijn: ara Ubiorum) opgericht voor Rome en Augustus, zoals dat reeds te Lugdunum (Lyon) voor de Gallische provincies was gebeurd. De exacte ligging van dit altaar is niet bekend. De zwager van Arminius, een zekere Segismundus (dat is de gelatiniseerde vorm van Sigismund), werd in 9 v.Chr. als priester aan dit altaar verbonden.

### Hoofdstad van Germania Inferior

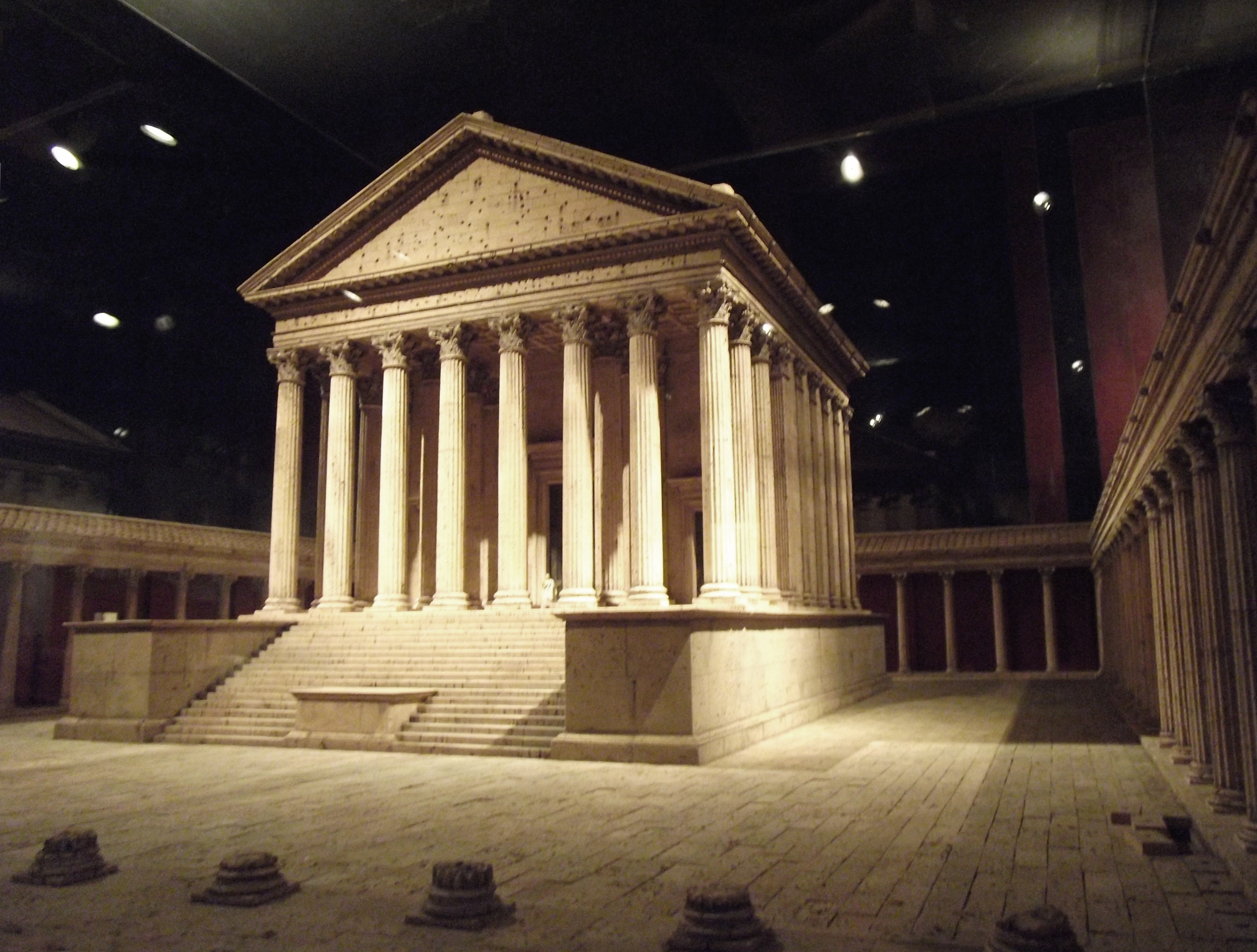
Maquette van het Keulse capitool, waarvan delen onder de kerk van St.-Maria-im-Kapitol bewaard zijn

Agrippa's kleindochter Agrippina, de moeder van keizer Nero, werd hier in 15 geboren. Nadat zij in 49 in het huwelijk trad met haar oom keizer Claudius, wist zij hem ertoe te bewegen haar geboortestad het volgende jaar te verheffen tot de status van colonia, waardoor de inwoners het Italische burgerrecht verkregen. De officiële benaming van deze kolonie werd toen COLONIA·CLAVDIA·ARA·AGRIPPINENSIVM, in inscripties afgekort tot CCAA. De inwoners van de stad werden Agrippinenses genoemd. De stad werd het bestuurscentrum van de (sinds circa 88) zelfstandige provincie Germania Inferior. Zij ontwikkelde zich snel tot een belangrijke rivierhaven, waar handel en industrie (vooral de fabricage van glas) bloeiden.

### Einde van de bloeitijd
De bloeiperiode werd onderbroken door de invallen van de Franken in het midden van de 3e eeuw, die het omringende gebied plunderden en verwoestten. De verdedigingswerken van de stad werden versterkt door keizer Gallienus en door de keizer van het Gallische keizerrijk Postumus (259-268), die er resideerde. Constantijn de Grote liet het sterke bruggenhoofd Divitia (Deutz) bouwen aan de overkant van de Rijn, dat door de Romeinse brug met de stad was verbonden. In 355 kwam de stad toch in handen van de Franken. Keizer Julianus wist het te heroveren, hoewel hij gedwongen was de Franken vergaande bevoegdheden te geven in de resulterende vredesverdragen. Voortaan waren de Franken "foederati" (bondgenoten) van de Romeinen, die instonden voor de verdediging van de Rijngrens. Toen de Romeinse macht in de eerste helft van de 5e eeuw instortte, werd de rol van de Romeinen overgenomen door de Franken.

### Einde van de Romeinse tijd
De Franken namen de stad voorgoed in bezit kort nadat, met de moord in Rome op de Romeinse magister militum Flavius Aëtius in 454, een machtsvacuüm was ontstaan. De Franken gebruikten de stad als een van hun belangrijkste residenties en begonnen aan de uitbouw van hun invloedssfeer over de omringende gebieden, Gallia en Germania, wat in latere eeuwen het Frankische Rijk zou worden. In de post-Romeinse periode werd de stad meestal aangeduid als Colonia, waarvan de huidige benamingen Köln, Keulen en Cologne zijn afgeleid.

## Archeologische resten
De opgravingen na de verwoestingen in de Tweede Wereldoorlog hebben  duidelijk de betekenis van de stad in de 4de en 5de eeuw aangetoond. Beroemd is het uit de 3e eeuw daterende, goed bewaard gebleven Dionysus-mozaïek, dat in 1941 in resten van een grote woning werd aangetroffen. Andere Romeinse resten zijn de Römerturm (een hoektoren van de antieke omwalling), delen van een aquaduct, van een praetorium en van een paleis. In de ruïne van het praetorium werd een buste van keizer Claudius aangetroffen. Talrijke inscripties tonen aan dat het christendom al vroeg aanwezig was.

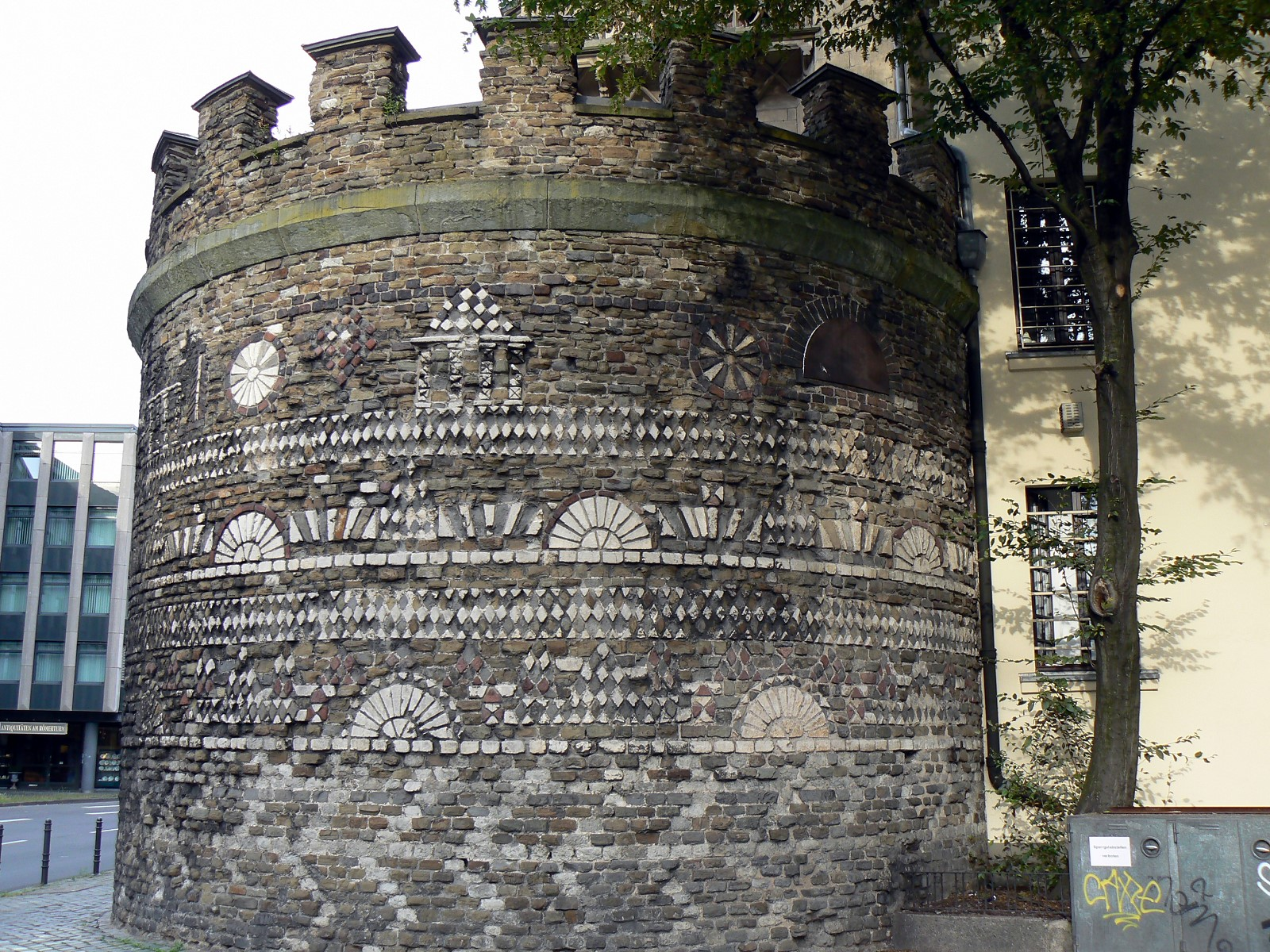
De Römerturm Zeughausstraße in Keulen
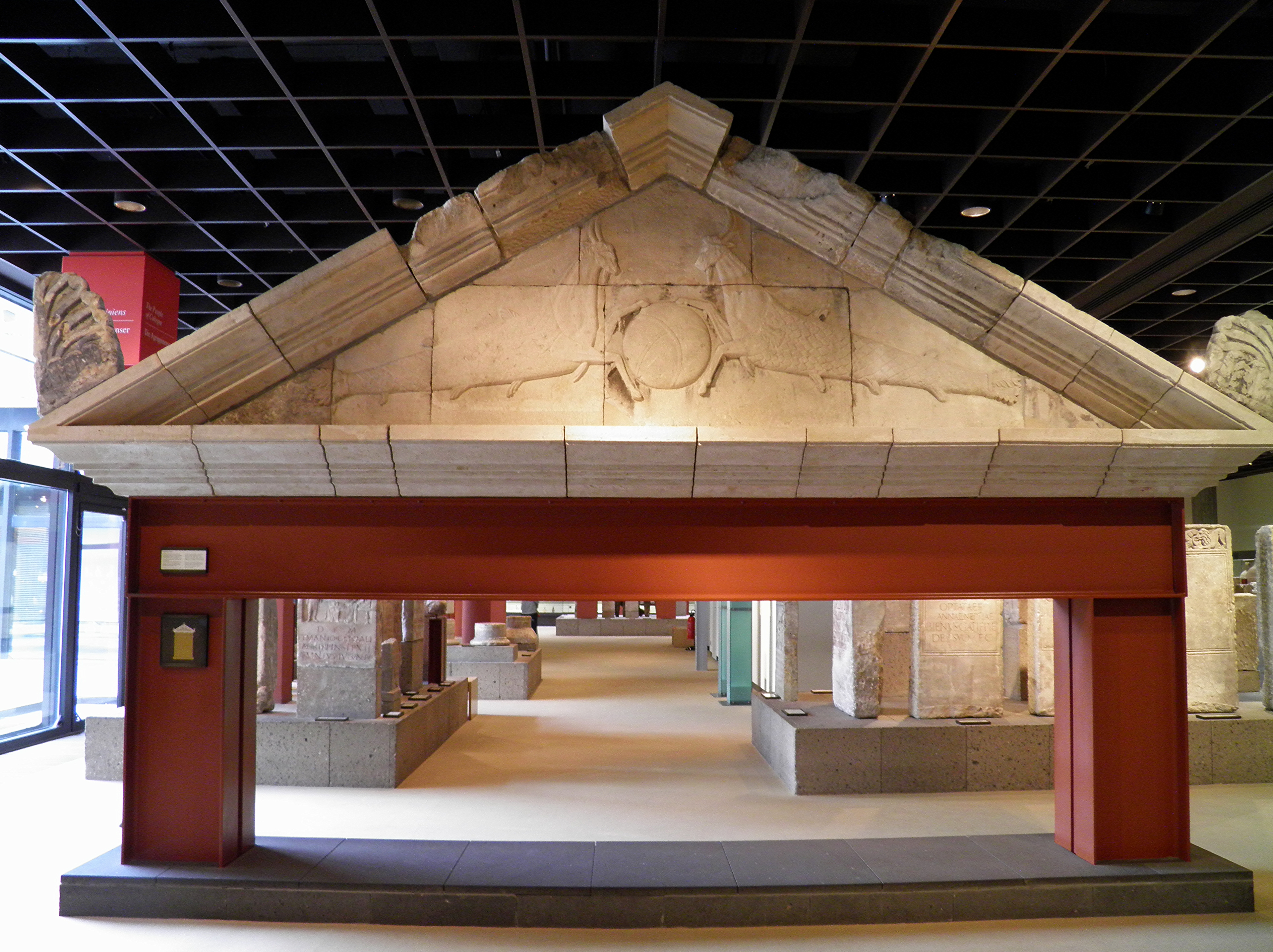
Monumentaal fronton Römisch-Germanisches Museum
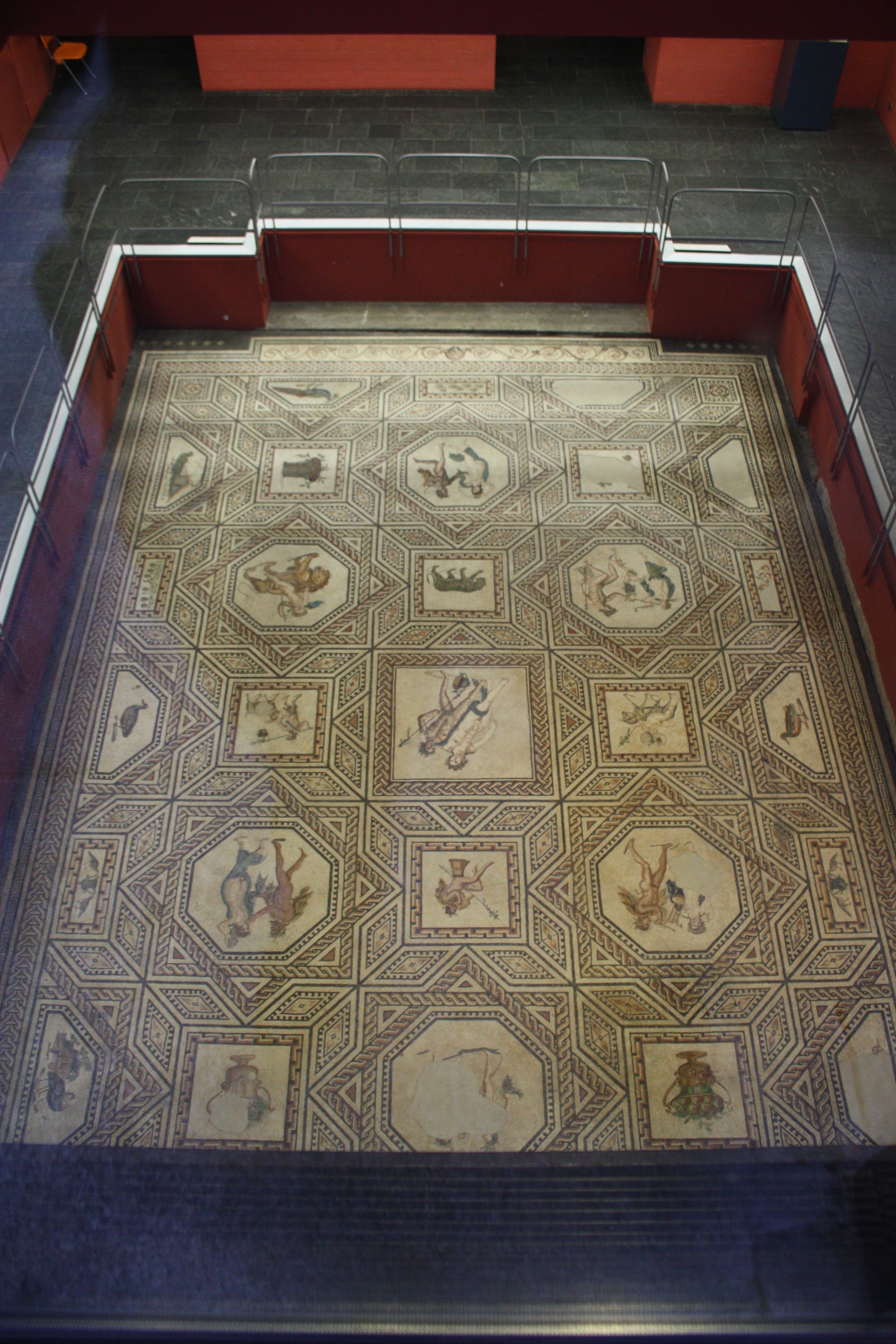
Dionysus-mozaïek Römisch-Germanisches Museum
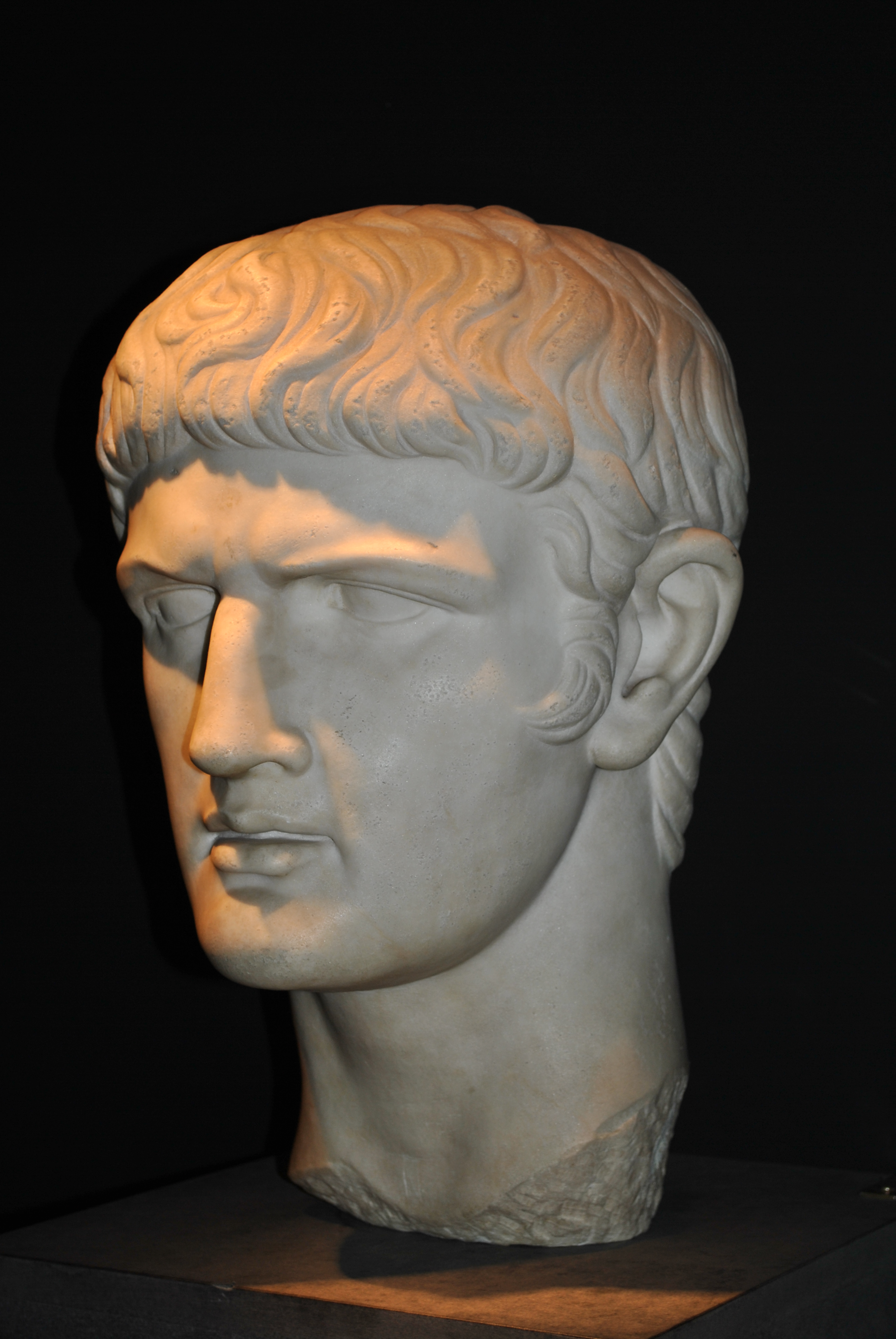
Buste van Claudius